# Transtec
Die transtec AG war ein Unternehmen für IT und Hardware mit Hauptsitz in Reutlingen. Die Aktiengesellschaft machte 2015 nach eigenen Angaben einen Umsatz von 44,5 Millionen Euro mit 103 Mitarbeitern (Zahl der Beschäftigten zum Jahresende). Das Unternehmen war seit April 1998 an der Börse notiert und stellte seinen Geschäftsbetrieb im Laufe des Jahres 2017 ein.

## Geschichte

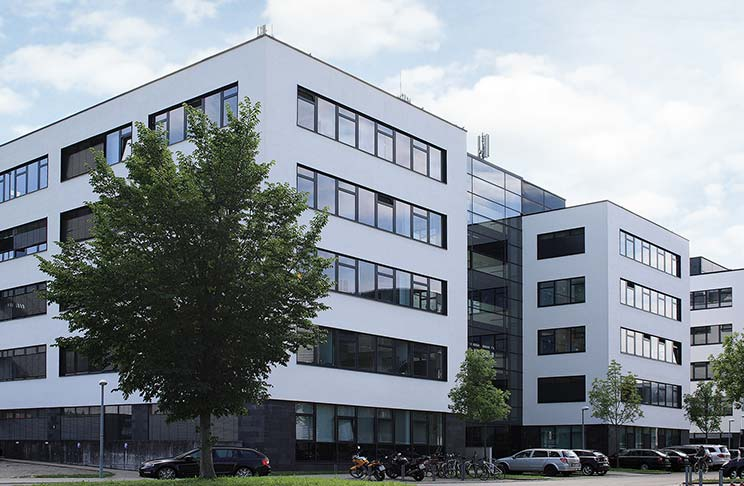
Zentrale der transtec AG im Technologiepark Tübingen-Reutlingen seit Dezember 2014

Altes Logo

Transtec wurde 1980 von Bernhard Bruscha in Tübingen gegründet. Bruscha belieferte den Computer-Markt der Digital Equipment Corporation (DEC). Sieben Jahre später begann transtec mit dem Aufbau einer eigenen Fertigung. 1991 wechselte die Gesellschaftsform von einer GmbH in eine Aktiengesellschaft. Vier Jahre später erfolgte der Einstieg ins Internet und die komplette Produktpalette war online einsehbar und erhältlich. 1998 ging die transtec AG an die Börse. Die Aktie wurde am Neuen Markt notiert. transtec stieg im selben Jahr in den Telekommunikationsmarkt ein. Im Jahr 2000 gründete transtec die tec2b AG, die bereits drei Jahre später verkauft wurde. Ebenfalls im Jahre 2003 wurde das Competence Center Cluster/Storage gegründet. Seit Februar 2004 wird das Papier an der Börse Stuttgart gelistet. Ebenfalls 2004 wurde die Triplestor GmbH übernommen, 2006 kaufte transtec die Fachhandelsmarke Lynx. Im Dezember 2014 zog die transtec AG in den Technologiepark Tübingen-Reutlingen um. Bis dahin war das Unternehmen über 30 Jahre in der Tübinger Waldhörnlestraße ansässig.
Im April 2017 wurde per Ad-hoc-Mitteilung an den Markt kommuniziert, dass die Absicht auf Einreichung eines Antrages auf Einleitung eines Schutzschirmverfahrens gemäß § 270b InsO wegen drohender Zahlungsunfähigkeit bestünde. Der damit einhergehende Sanierungsversuch wurde als gescheitert erklärt. Am 27. Juli 2017 teilte der Vorstand/CEO der transtec AG, Mario Kuhn, in einer Rundmail mit, dass der Geschäftsbetrieb eingestellt wird.
Die Transtec Computer AG in der Schweiz wurde als einziges Tochterunternehmen durch einen Investor übernommen und konnte ihre Geschäftstätigkeit fortsetzen.

## Geschäftsfelder
Transtec bot neben Hardwaresystemen wie u. a. konfigurierbaren PCs, Workstations, Servern und Storage-Systemen und verschiedene Speichersysteme im Bereiche RAID und Network Attached Storage (NAS) auch High Performance Computing Systeme und IT-Dienstleistungen an.

## Standorte
- transtec AG, Reutlingen (Deutschland)
- transtec Computer AG, Brüttisellen (Schweiz)
- transtec S.A.R.L., Straßburg-Illkirch (Frankreich)
- transtec Computers Ltd., Banbury (England)
- ttec Computers B.V., Nijmegen (Niederlande)